# Северная Юань

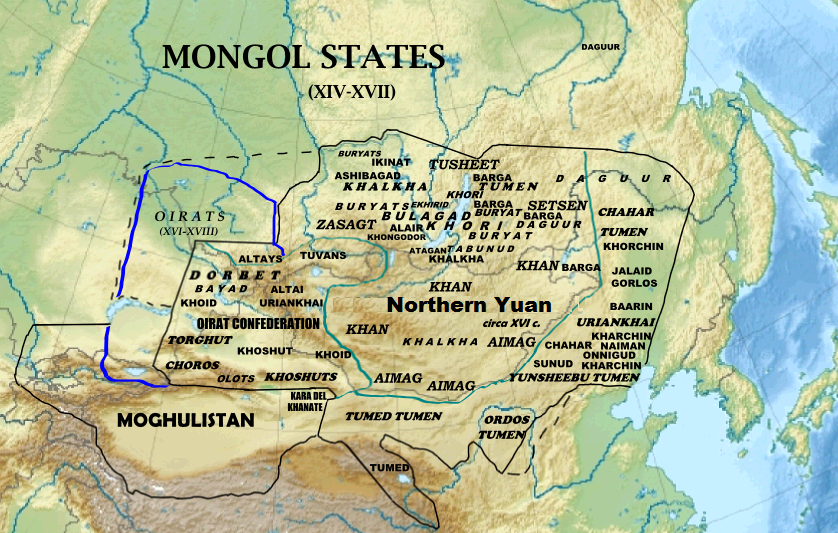
Монгольские государства: Северная Юань (Монгольский каганат), Ойратское ханство и Могулистан

Се́верная Юа́нь (кит. 北元) или Сорок четыре (монг. Дөчин дөрвөн хоёр) — государство в истории Монголии, существовавшее после отделения Китая от империи Юань и изгнания монгольской династии из Пекина в 1368 году вплоть до катастрофического окончания правления последнего императора-чингизида Лигдэн-хана в XVII веке. Этот период прошёл в постоянных междоусобных конфликтах, а власть Великого хана чаще всего была лишь номинальной.
Иногда концом периода существования империи Северная Юань называют 1388 год, когда на реке Туул погиб Усхал-хан (Тогус-Тэмур) и монгольские каганы прекратили использовать название «Северная Юань» с 1388 года.
Период фигурирует в историографии как период Монгольского каганата или Монгольского ханства, а в традиционной историографии называется периодом «малых хаганов».
Бату-Мункэ Даян-хан и его супруга Мандухай-хатун в XVI веке воссоединили монголов, однако распределение ими территории империи между сыновьями в дальнейшем вновь вызвало кризис общеимперской власти. Несмотря на это, междоусобная борьба между чингизидами в его правление сошла на нет, а следующий крупный междоусобный конфликт возник лишь во времена правления Лигдэн-хана (1604—1634).

## История

### Возвращение Великого хана в Монголию (1368—1388)
В правление великого хана Монгольской империи Хубилая монголы к 1279 году подчинили весь Китай. Юаньская империя продержалась менее столетия. Бедственное положение самой многочисленной нации — ханьцев — лишило правящую династию поддержки, и в результате восстания Красных повязок армия основателя будущей китайской империи Мин в 1368 году взяла имперскую столицу Даду. Последний юаньский император Тогон-Тэмур бежал на север в Шанду (совр. Внутренняя Монголия); его попытки вернуть себе Даду провалились, и двумя годами позднее Тогон-Тэмур умер в Инчане, вскоре также захваченном минским войском.
После смерти Тогон-Тэмура и потери Инчаня остальные представители правившей в Юань династии также бежали в Монголию. Титул юаньских императоров был формально сохранён, и государство стало известно как Северная Юань (монг. Умард Юан). Северная Юань сохраняла притязания на власть в Китае и поддерживала миф, что минские императоры — на самом деле монголы (в соответствии с устной традицией, один из императоров Мин был сыном супруги Тогон-Тэмура). Правители Северной Юань ревностно держались своего титула — императора (великого хана) Юань (монг. Их Юан Хаан).
Последующий период в Монголии начался период так называемых «малых ханов», когда с одной стороны стояли западные монголы — ойраты, поддерживавшие потомков Ариг-Буги, с другой — центральные монголы с потомками старой Юань, а формально занимавшие престол чингисиды являлись марионеточными правителями при могущественных военачальниках. Третьей силой были потомки Угэдэя, которым также удалось на время объединить монгольские тумены. Периоды военных конфликтов с Китаем чередовались с временами мирной торговли.
В 1372 году минская армия вторглась в Монголию, но была разбита Билигту-ханом Аюшридарой и Кокэ-Тэмуром. В 1375 году Нагачу, чиновник Билигту-хана в провинции Ляоян, вторгся на Ляодунский полуостров с целью восстановить там монгольское господство. Несмотря на успешное удержание власти в южной Маньчжурии, Нагачу был вынужден сдаться минским властям в 1381—1383 годах из-за нехватки продовольствия. Сторонники монголов в Юньнани и Гуйчжоу, возглавляемые потомком Хубилая Басалаварми, были уничтожены китайцами в те же годы. В 1388 году, когда монгольская столица Каракорум была сожжена и разрушена, а около 70 тысяч монголов было взято в плен, империи Мин удалось поставить Северную Юань на грань исчезновения. Постоянные войны монголов с Китаем позволили захватить политическую инициативу в Монголии ойратским тайшам.

### Гегемония ойратов (1388—1478)

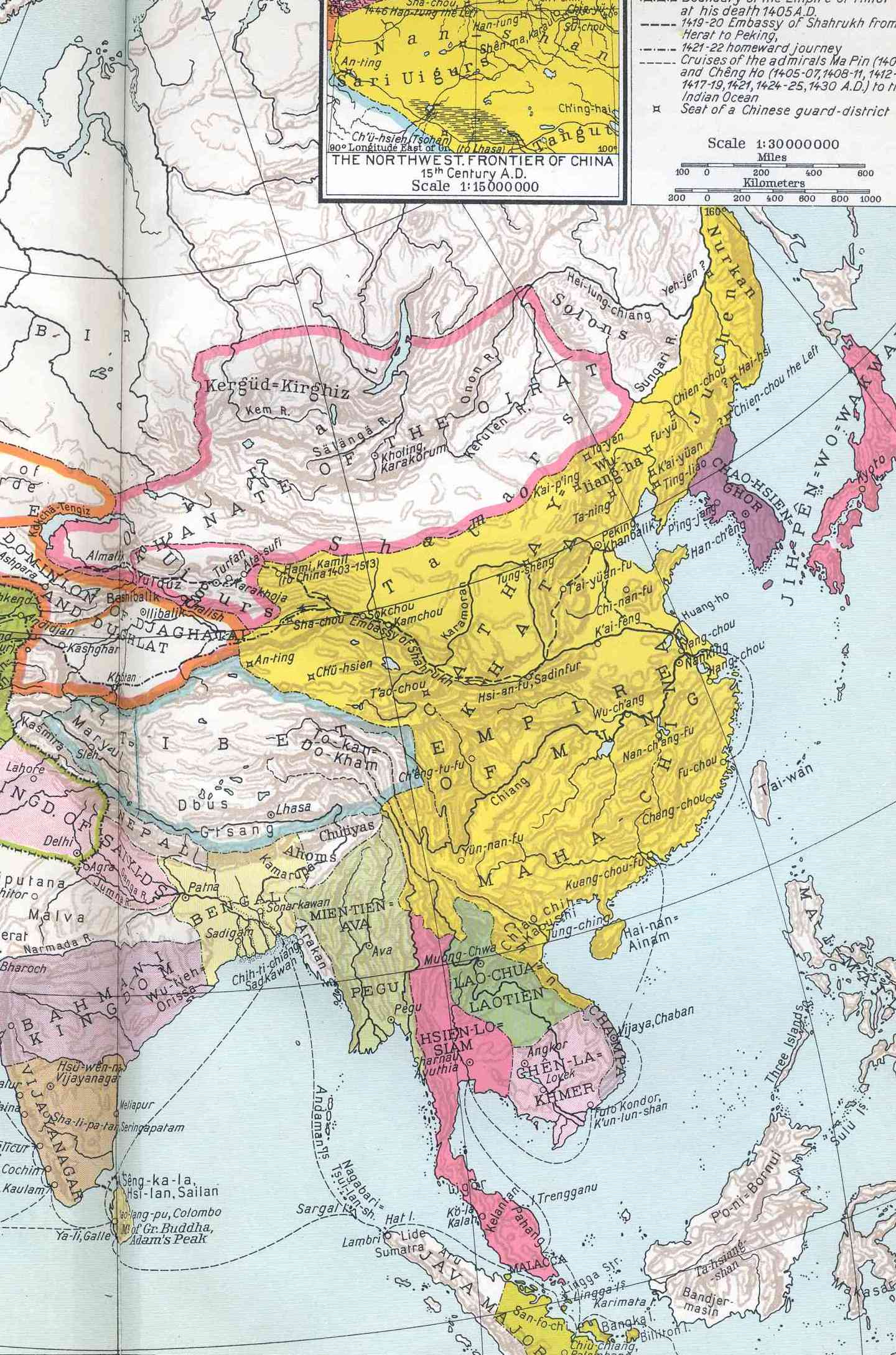
Период гегемонии ойратов

В 1388 году Есудэр разбил в бою монгольского хана Усхал-хана, который погиб вместе со своим старшим сыном. При поддержке ойратских тайшей Есудэр занял ханский престол под именем Дзоригту-хана. В 1392 году в Монголию вторглась огромная китайская армия. После смерти Дзоригту-хана потомок Чагатая Усхал-хан (Тогус-Тэмур) основал в Хами собственное небольшое государство Хара-Дэл. На монгольский ханский трон же был посажен брат Дзоригту-хана Элбэг. 
В 1399 году ойратские тайши, братья Угэчи Хашигу и Батула (Махаму), убили монгольского хана Элбэга, отомстив ему за смерть своего отца Худхай-Тайю. Братья провозгласили себя соправителями, ханами Ойратского союза и Монголии. В 1402 году Угэчи Хашигу (Оруг Тэмур-хан) упразднил титул юаньского хана. В 1407 году подчинил своей власти княжество Хами. В 1403 году Пуньяшри (Олдзей Тэмур-хан) провозгласил себя ханом Монгольской империи в Бешбалыке и продолжил борьбу против ойратских племен. В 1408 году Олдзей Тэмур-хан был возведен на монгольский ханский престол восточномонгольским тайшей Аргутаем, после убийства Оруг Тэмур-хана. Под знаменем Олдзэй-Тэмура солидаризировалось большинство монгольских нойонов, был восстановлен титул юаньского хана. В период правления в Китае Юнлэ империя Мин пыталась подавлять любых сколько-нибудь сильных ханов, провоцируя дальнейшую эскалацию ойрато-монгольского конфликта. В 1409 году Олдзей Тэмур-хан и Аргутай разбили минскую армию, и Юнлэ направил войска против них. В столкновении на Керулене погиб Олдзей-Тэмур, и ойраты под предводительством Махаму в 1412 году возвели на ханский престол ариг-бугида Дэлбэга. Как только ойраты добились власти, китайцы лишили их поддержки. После 1417 года инициативу вновь перехватил Аргутай, и вновь Юнлэ в 1422—1423 годах отправил на него войска. Наследник Махаму, Тогон-тайши, вытеснил Аргутая в 1423 году за Большой Хинганский хребет. В следующем году ойраты убили его на западе от Баотоу. Союзник Аргутая Адай-хан (прав. 1425—1438) обосновался в Эджене, но вскоре и он был уничтожен ойратами.
Тогон умер в год победы над Адаем, а его сын Эсэн-тайши (прав. 1439—1454) привёл ойратов к вершине могущества. Правя от имени марионеточных ханов-чингисидов, он оттеснил правителей Могулистана, разбил «Три стражи», Хара-Дэл и чжурчжэней. Он так же не боялся накалять отношения с соседним Китаем по поводу торговых отношений. Обоюдное обострение событий привело к ойрато-китайской войне в 1449 году, когда Эсэн-тайши вознамерился завоевать Китай и воссоздать монгольскую Юаньскую империю образца времен Хубилай-хана.
Летом 1449 года двадцатитысячная монголо-ойратская армия под командованием калмыцкого (ойратского) Эсэн-тайши вторглась на территорию Китая и, разделившись на три группы, двинулась по направлению к Пекину. 4 августа огромная китайская армия династии Мин выступила в поход под командованием императора Чжу Цичжэня. Главный евнух (министерства) Ведомства ритуалов Ван Чжэнь, ставший фактически вторым лицом после императора, уговорил молодого монарха совершить победный марш-бросок на север и разгромить ойратского Эсэна на территории Монголии. Самонадеянность огромного китайского войска и китайского императора, добивавшегося воплощения этой идеи, стала очевидной очень скоро.
Генеральное сражение произошло 1 сентября 1449 года в местности Туму, к юго-западу от горы Хуайлай в современной провинции Хэбэй. Встретив огромную китайскую армию, намного превосходившую по численности ойратское войско, ойраты нанесли ей сокрушительное поражение. Многие высшие сановники империи погибли на поле боя, в ожесточенной рубке, в том числе и Ван Чжэнь. Император и многие придворные попали в плен к ойратам. Это означало коллапс всей системы китайских северных пограничных застав.
Эсэн полагал, что пленный император — это весомая карта, и прекратил военные действия, вернувшись в ойратские кочевья. Обороной Пекина же занялся энергичный китайский полководец Юй Цянь, который возвёл на престол нового императора, младшего брата Чжу Цичжэня — Чжу Циюя. Последовав советам придворных китайских министров-евнухов и отклонив предложения Эсэна о выкупе императора, Юй заявил, что страна важнее жизни императора. Эсэн, так и не добившись выкупа от китайцев, спустя четыре года по совету своей жены отпустил императора, с которым расставался уже как с другом.
Эсэн с отцом правили как тайши ханов-чингисидов, однако после казни мятежного Тайсун-хана и его брата Агбарджинa в 1453 году Эсэн узурпировал титул хана, но вскоре был низвергнут своим же чинсаном Алагом. Его смерть привела к упадку ойратского влияния, которое восстановилось лишь к началу XVII века.
Начиная со смерти Эсэна и кончая 1481 годом различные хорчинские и ордосские военачальники, а также потомки Бельгутея, воевали друг с другом и попеременно возводили на престол своих чингисидов. Некоторые монгольские источники называют их уйгурами, и, возможно, они на самом деле имели отношение к Хами. Мандуул-хан (прав. 1475—1478) вплоть до своей смерти в 1478 году успешно воевал с обеими этими партиями.

### Реставрация (1479—1600)

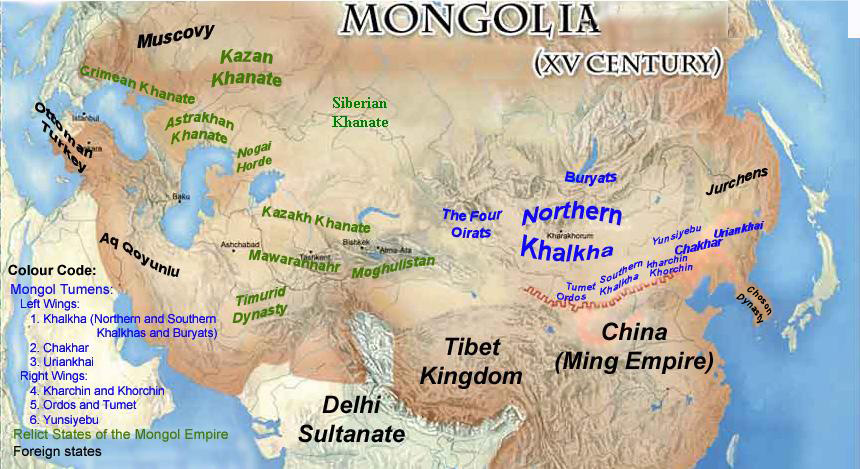
Осколки Монгольской империи, XVI век

Молодая супруга-вдова Мандуул-хана Мандухай-хатун возвела на ханский престол мальчика Бату-Мункэ, титулованного в 1479 году Даян-ханом. Даян-хан ликвидировал ойратское влияние, отменил систему тайшей и чинсанов, титуловав своего сына джиноном после победы над юго-западными монголами. Поскольку имперские власти Китая свернули приграничную торговлю, Даян-хан вторгся в Китай и подчинил себе Три стражи (ляодуньских урянхайцев, данников Мин). Он реорганизовал восточных монголов в шесть туменов: в Левое крыло вошли халхаский - тумен (джалаиды, бэсуды, элджигины, джаруды, баягуды, учирады и хонкираты, чахарский тумен (абага, абаганары, аоханы, «четверо детей», кешигтэны, му-мянгаты, найманы, онгинуды, хучиды, суниды, узумчины, а также урадские монголы); урянхайский тумен (позднее расформированный); в Правое крыло: ордосский тумен, тумэтский тумен и хорчинский тумен. Тумены функционировали как административные единицы и феодальные домены.
Начиная с 1495 года, Даян оказал давление на империю Мин, которая закрыла приграничную торговлю и убила его посланников. В 1517 году Даян даже угрожал самому Пекину. Монгольские армии совершали набеги на империю Мин не только на севере, но и на ранее спокойном западе. В то же время Мин потеряла Кара-Дель в качестве протектората Турфанского ханства. Даян продолжал побеждать Мин в битвах вплоть до своей смерти в 1543 году. В апогее правления Даяна Северная Юань простиралась от сибирской тундры и озера Байкал на севере, через Гоби, до края Хуанхэ и к югу от нее до Ордоса. Эти земли простирались от лесов Маньчжурии на востоке за Алтайскими горами до степей Средней Азии.
К 1540 году на территории Монгольского ханства вновь возникли круги стремящихся к самостоятельности тайджи-чингисидов. Великий хан управлял тремя левофланговыми туменами, а джинон («наследник» согласно титулу, а в реальности крупнейший вассал Великого хана) непосредственно управлял тремя правофланговыми туменами. Дарайсун-Годэн-хану (правил в 1547—1557) пришлось титуловать своих племянников джинонами Алтана, управлявшего тумэтами, и хунтайджи Баясхула, правившего хорчинами, как ханов. Мир в децентрализованном государстве поддерживался религиозно-культурным единством, базировавшемся на культе Чингис-хана.

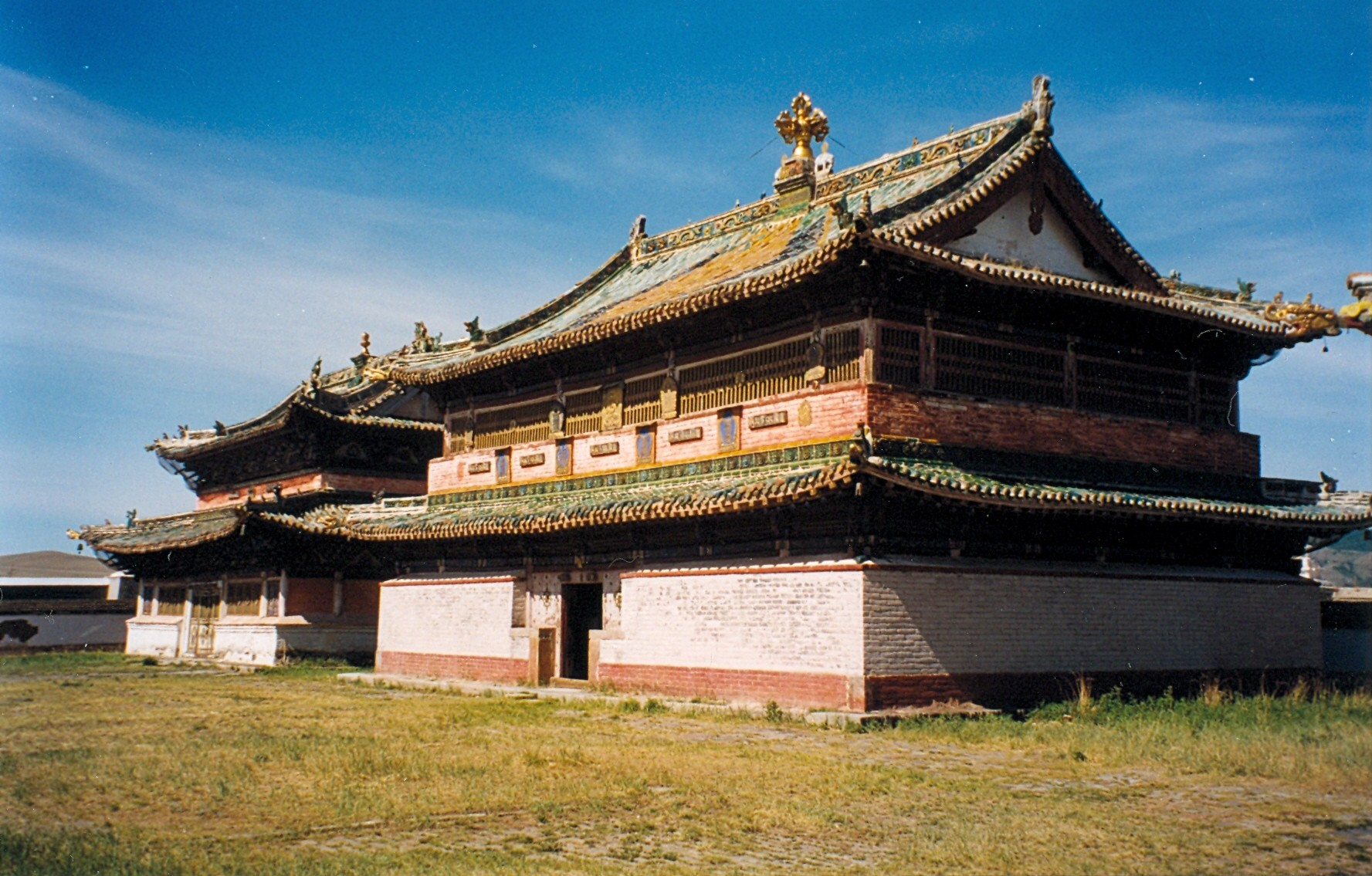
Храм в монастыре Эрдэни-Дзу, основанном Абатай-ханом в Халхе в XVI веке

При Тумэн-Дзасагту-хане (1558—1592) государство было вновь объединено с помощью Алтан-хана, Абатая и Хутухтая Сэцэна-хунтайджи ордосского.  Дзасагту разбил монголов Урянхая и Дагура и подчинил себе чжурчжэней на востоке. Абатай и Сэцэн подчинили себе многие племена ойратов. Алтан-хан завоевал большую часть Цинхая и оставил там одного из своих сыновей. Дзасагту также пытался объединить монголов в соответствии с новым кодексом законов, написанным старым монгольским шрифтом, заимствованным из уйгурского письма.  
Череда эпидемий оспы и отсутствие приграничной торговли заставили монголов возобновить грабительские набеги на Китай. В 1571 году империя Мин открыла торговлю с тремя правыми туманами. С 1575 года началось массовое обращение правых туменов в тибетский буддизм, поддерживаемое правителями-чингисидами. Тумэн-Дзасагту-хан поддерживал контакты со школой карма-кагью. Дзасагту назначил тибетского буддийского капеллана ордена Кармапы и согласился, что буддизм отныне станет государственной религией Монголии. В 1577 году Алтан и Сэцэн приняли 3-го Далай-ламу, который положил начало обращению тумэтских и ордосских монголов в буддизм. Вскоре после этого ойраты также приняли буддизм. Многочисленные тибетские ламы пришли в Монголию для обращения в свою веру. В 1580 году северная Халха провозгласила наиболее влиятельного халхаского князя Абатая ханом.

### Распад Монголии на три части (1600—1635)

Политическое положение в Азии на 1636 год

В XVII веке монголы испытывали всё возрастающее влияние маньчжуров. Хорчинские, джарудские и южно-халхаские князья в 1612 году заключили с маньчжурами формальный союз, продержавшийся до 1624 года. В попытке остановить дезинтеграцию Лигдэн-хан, последний хан чахаров, в 1628 году вступил с ними в безуспешную войну. В попытке противостоять оппозиции он назначил в тумены собственных чиновников и сформировал группу военной элиты, что вылилось в масштабный мятеж 1628 года. Ведомые Лигдэн-ханом чахары разбили объединённые войска мятежников и маньчжурскую интервенцию при Жаочене, но отступили перед последовавшей карательной экспедицией. Лигдэн-хан умер в 1634 году по пути в Тибет, где он намеревался уничтожить школу гелуг, оппозиционную поддерживавшейся им школе карма-кагью. В следующем году его сын Эджей-хан признал поражение от маньчжуров. Маньчжуры объявили, что он отдал великую печать императора Юань маньчжурскому предводителю Абахаю. Но монголы знали, что Эджей-хан не отдавал печати Монголии и эта было маньчжурской дезинформацией.

### Монголия и Русское царство во второй половине XVII века
С 1630-х годов Русское царство начало строить остроги в Прибайкалье и Забайкалье. В 1688 году войска монгольского Тушэту-хана Чихуньдоржа напали на Селенгинский и Удинский остроги, но потерпели поражение и отступили. В том же году на реке Хилок русскими войсками были разгромлены табуниты, после чего они перешли в русское подданство.

### Упадок и вхождение Халхи в состав империи Цин (1688—1691)
В мае 1691 года маньчжурско-китайский император собрал в Долонноре съезд халхаских ханов и знати, призванный юридически оформить вхождение Халхи в состав империи Цин. Основным итогом совещания было административное включение Халхи в состав цинского Китая на тех же условиях, на которых входили 49 знамён южных монголов.

## Правители
- Билигту-хан (Аюшридара, 1370—1378)
- Усхал-хан (Тогус-Тэмур, 1378—1388)
- Дзоригту-хан (Есудэр, 1388—1391)
- Энке-хан (1391—1394)
- Элбэг Нигулэсугчи-хан (1394—1399)
- Гун Тэмур-хан (1400—1402)
- Оруг Тэмур-хан (1402—1408)
- Олдзей Тэмур-хан (Пуньяшри, 1408—1412)
- Дэлбэг-хан (1412—1415)
- Ойрадай-хан (1415—1425)
- Адай-хан (1425—1438)
- Тайсун-хан (Тохта-Буга, 1433—1452)
- Агбарджин-джинон (1453)
- Эсэн-тайши — правитель ойратов, не-чингизид (1453—1454)
- Махагургис-хан (Укегту, 1454—1465)
- Молон-хан (1465—1466)
- Мандуул-хан (1475—1478)
- Даян-хан (Бату-Мункэ, 1479—1517)
- Барсболод-джинон (регент, 1517—1519)
- Боди-Алаг-хан (1519—1547)

Следующие ханы-преемники Даян-хана непосредственно управляли туменом чахаров, и, хотя они имели формальную власть над остальными монгольскими туменами, не имели реальной власти управлять ими.
- Дарайсун-Годэн-хан (1547—1557)
- Тумэн-Дзасагту-хан (1557—1592)
- Буян-Сэцэн-хан (1592—1603)
- Лигдэн-хан (1604—1634)
- Эджей-хан (1634—1635)

Власть последнего всемогольского хана была ликвидирована империей Цин в свою пользу.